# Swangeria bisexualis
Swangeria bisexualis är en rundmaskart. Swangeria bisexualis ingår i släktet Swangeria och familjen Belondiridae. Inga underarter finns listade i Catalogue of Life.